# Samana acutata
Samana acutata là một loài bướm đêm trong họ Geometridae.